# Maacoccus bicruciatus
Maacoccus bicruciatus är en insektsart som först beskrevs av Green 1904.  Maacoccus bicruciatus ingår i släktet Maacoccus och familjen skålsköldlöss. Inga underarter finns listade i Catalogue of Life.